# САПАРД
САПАРД (от съкращението SAPARD на английското Special Accession Programme for Agriculture and Rural Development) е програма на Европейския съюз.
Предназначена е за подпомагане на развитието на селското стопанство и селските райони в страните от Централна и Източна Европа преди присъединяването им към ЕС.

## ДелотоSAPARDв Република България
Делото „САПАРД“, или още SAPARD, е корупционен скандал, свързан с пране на средства, получени по линия на земеделската програма на Европейската комисия, известна като SAPARD. Обвинението по делото е разделено на две части: едно дело за източване на еврофондове и второ за пране на пари. Това решение за разделянето на обвиненията е взето от прокурор Андрей Андреев. Един от наблюдаващите съдии, съдия Калин Калпакчиев, посочва въпросното разделяне като водеща причина за провала на обвинението и липсата на наказателни присъди. В същото време, докато тече делото в България, в Германия подведени под отговорност лица по същото престъпление са обвинени, осъдени и изтърпяват наказанието си или вече са го изтърпяли.
Недостатъците на обвинението по двете дела, които редица запознати посочват, са следните:
1. Разделянето на обвинението на две отделни дела, което зачерква възможността за обвинение за организирана престъпна група;[1][2]
2. Нарочното неизползване на доказателствата, използвани от обвинението на ФРГ и довели до осъдителни присъди за две лица[3] с немско гражданство;[1]
3. Некачествени експертизи;
4. Пропускането на възможността за повдигане на обвинение на Марио Николов за документна измама.[4]